# Pieve di Santa Maria (Scarlino)
La pieve di Santa Maria era un edificio religioso situato a Scarlino. La sua ubicazione era all'interno del circuito delle Mura di Scarlino, nell'area antistante la Rocca aldobrandesca.
Di origini altomedievali, la chiesa fu costruita in prossimità dell'originario insediamento fortificato, risultando tra i più antichi edifici religiosi di Scarlino. Il luogo di culto, la cui esistenza certa risale almeno al IX secolo, fu ristrutturato in stile romanico durante i secoli successivi, risultando essere una pieve autonoma nelle Rationes Decimarum del tardo Duecento. Successivamente, l'edificio religioso conobbe un periodo di degrado che ne determinò la sua ricostruzione in epoca quattrocentesca. Dopo un nuovo temporaneo periodo di splendore in epoca rinascimentale, la chiesa venne definitivamente abbandonata, risultando già perduta durante il Settecento.
Della pieve di Sant Maria sono visibili i resti nell'area antistante la Rocca aldobrandesca che, all'interno delle mura, volge verso il centro storico medievale di Scarlino. Riportata alla luce recentemente da una serie di scavi, la chiesa si presentava a pianta rettangolare con navata unica ed abside semicircolare; internamente era decorata da una serie di affreschi risalenti all'epoca altomedievale.